# Puderdunen

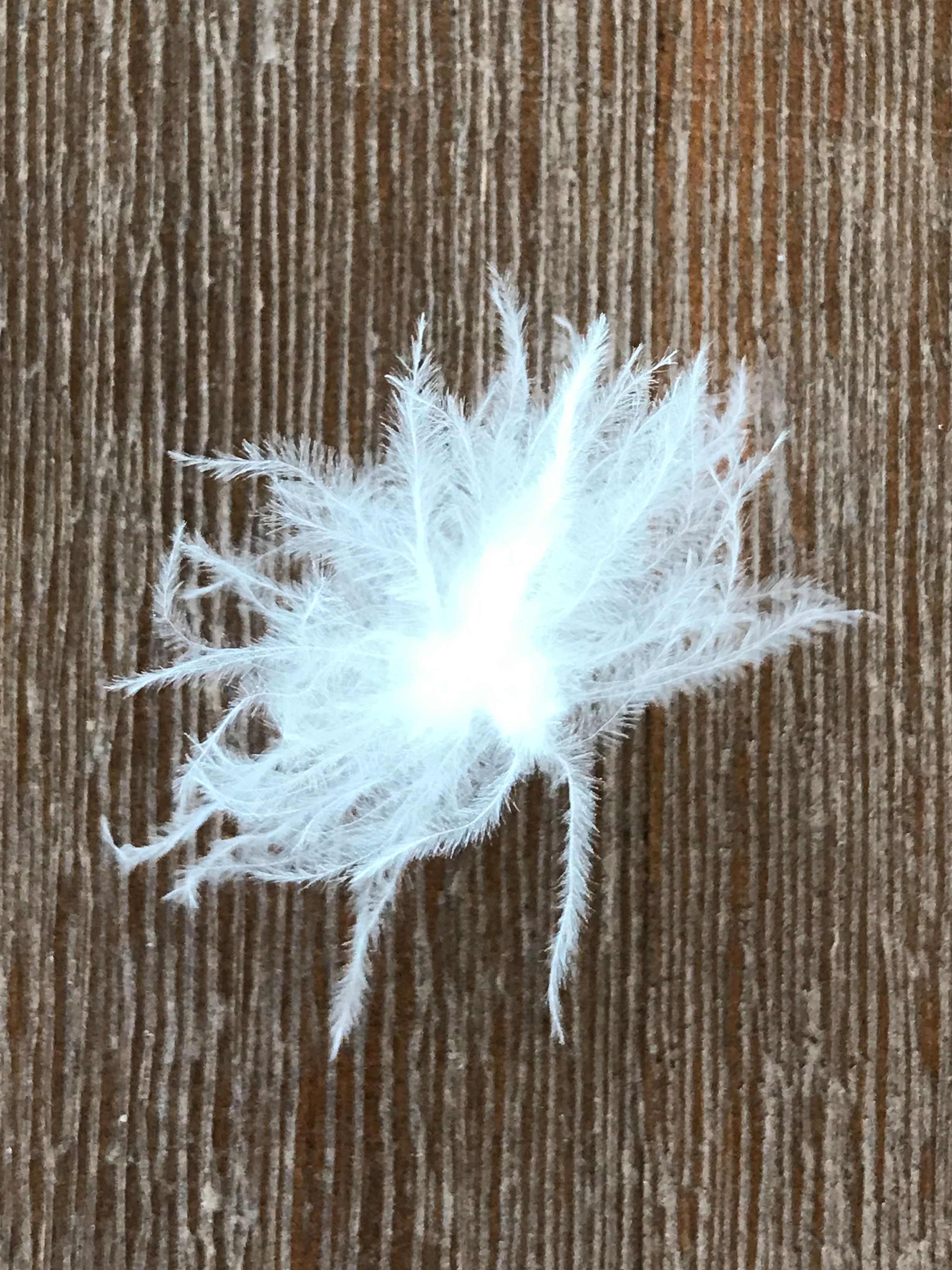
Puderdune eines Salomonenkakadus

Puderdunen sind spezielle Federn bei bestimmten Vogelarten, wie Papageien oder Reihern, bei denen die Spitze der nachwachsenden Feder ständig zu feinem Staub zerfällt. Dieser Staub macht das Gefieder wasserabweisend, und die Vögel nutzen ihn zur Reinigung, da bei diesen Vögeln oftmals die 
Bürzeldrüse stark zurückgebildet ist.